# Іванченко Павло Михайлович
Павло Михайлович Іва́нченко (нар. 6 січня 1898, Андріяшівка — пом. 5 вересня 1990, Київ) — український майстер художньої кераміки, член Асоціації революційного мистецтва України у 1926—1931 роках та Спілки радянських художників України з 1944 року. Чоловік майстрині художньої кераміки Ольги Черепової, брат художника Петра Іванченка.

## Біографія
Народився 25 грудня 1897 [6 січня 1898] року в селі Андріяшівці Лохвицького повіту Полтавської губернії (нині Роменський район Сумської області, Україна), був четвертою дитиною у багатодітній селянській сім'ї. Закінчивши земську початкову сільську школу в рідному селі, у 1911 році перейшов на навчання до Глинської гончарної майстерні Роменського земства. Перші два роки був практикантом виключно у керамічних майстернях. За цей час навчився працювати на верстаті, робити різноманітний посуд, ліпити з глини іграшки, виявив здібності у скульптурі. У 1913 році був зарахований до першого класу Глинської керамічної школи. Закінчивши школу в 1919 році отримав спеціальність інструктора керамічного виробництва.
На початку червня 1919 року директором школи Левком Крамаренком був направлений на навчання до Києва, до новоствореної Української академії мистецтв. Жив на квартирі Михайла Бойчука на вулиці Татарській разом із його братом Тимофієм та Сергієм Колосом, теж студентами Академії. Першими завданнями, отриманими від Михайла Бойчука, були копіювання мозаїк і фресок із Софії Київської та інших зразків українського мистецтва. Згодом разом із Михайлом Бойчуком закріплювали штукатурку з фресковим розписом у хрещальні Софії Київської. Навчання закінчив у 1925 році. Захистив дипломну роботу на тему «Декоративна обробка речей керамічного виробництва» і отримав кваліфікацію художника з декоративного оформлення виробів. Одночасно із навчанням з 1920 року працював інструктором виробництва майстерень у Межигірському художньо-керамічному технікумі.
Упродовж 1925—1929 років працював художником на Будянському фаянсовому заводі, одночасно викладав у школі фабрично-заводського учнівства керамічну технологію та керамічний рисунок. У 1929—1931 роках викладав рисунок, 1931 року — керував виробничою практикою студентів у Межигірському художньо-керамічному інституті, доцент, декан художнього факультету. Після переведення підпорядкованого йому факультету до структури Одеського художнього інституту, з 1932
по 1935 рік працював у Науково-дослідному інституті мінеральної сировини в Києві на посаді завідувача дослідної лабораторії майоліки — керував майоліковим виробництвом. Одночасно до 1 серпня 1933 року був художником Київської фабрики керамічних фарб і декалько. На останньому місці роботи проєктував горни, розробляв рецептуру мас і полив, впроваджував технології декорування виробів аерографом (за досвідом Будянського фаянсового заводу), здійснював інструктаж виробництва. Звільнився «за відсутністю роботи» перед відкриттям нового цеху оформлення порцеляни.
Упродовж 1935—1937 років завідував керамічним відділом центральних експериментальних майстерень Музею українського народного мистецтва (Київська школа народної творчості). З 25 серпня 1937 року по 20 липня 1941 року обіймав посаду старшогой (головного) художника Центральної лабораторії Укрфарфортресту в Києві.
Під час німецько-радянської війни мобілізований до лав Червоної армії. Служив в інтендантських частинах в Середній Азії. Однак як висококваліфікований спеціаліст, що був одночасно інструктором керамічного виробництва, інженером-технологом і художником кераміки, відкликаний з лав Червоної армії на роботу до порцелянового заводу в місті Махарадзе.
У квітні 1944 року відкликаний до Києва, де працював старшим науковим співробітником у Київському центральному науково-дослідному інституті будматеріалів, а також керівником художнього відділу Главку керамічної промисловості наркомату місцевої промисловості будматеріалів УРСР. Далі був відряджений на попереднє місце роботи. З 25 листопада 1944 року очолював художній цех Київського експериментального кераміко-художнього заводу, де працював до квітня
1946 року, паралельно зберігаючи посаду на попередньому місці роботи, щонайменше до 1959 року завідував лабораторією архітектурнохудожніх і будівельних деталей.
Жив у Києві, в будинку на вулиці Димирова, № 6, квартира № 67. Помер у Києві 5 вересня 1990 року.

## Творчість
Працював у галузі декоративного мистецтва (архітектурна і декоративна побутова кераміка), пейзажного живопису. Створював ужитковий посуд і декоративні вази з порцеляни, фаянсу, майоліки, зразки побутової й архітектурної кераміки (паркові вази, облицювальні плитки, водограї, торшери, бра). Серед робіт:
тематичні вази
- «Індустрія СРСР» (1936);
- з портретом Тараса Шевченка (1939, Національний музей Тараса Шевченка);
- з портретом Олександра Пушкіна (1949);
- «Ювілейна» (1967);

керамічно монументально-декоративні панно (майоліка)
- «Урожай» (1945);
- «Володимир Ленін вимовляє промову перед пролетаріатом у 1917 році в Петрограді» (1957, рельєф на стіні будівлі Науково-дослідного інституту будівельних матеріалів);
- «40 років СРСР» (1957, інтер'єр Науково-дослідного інституту будівельних матеріалів);
- контррельєф «Живи, Україно» (1967, Національний музей українського народного декоративного мистецтва).

У 1940–1960-ті роки займався аквареллю і малював краєвиди Київщини та Роменщини. Виконав кілька живописних робіт за мотивами літературних творів Тараса Шевченка («Тополя», «Катерина», «Сон» та інші).
Брав участь у республіканських виставках з 1927 року, всесоюзних — з 1923 року, зарубіжних — з 1922 року.